# Chris Fountain
Christopher Ryan Fountain (Bradford, West Yorkshire; 3 de septiembre de 1987) es un actor inglés, más conocido por haber interpretado a Justin Burton en Hollyoaks y a Tommy Duckworth en Coronation Street.

## Carrera
Del 2002 al 2003 apareció como invitado en series y películas como Blood Strangers, Bob and Rose, Where the Heart Is, The Royal, Burn It, entre otras...
El 3 de noviembre de 2003 se unió al elenco principal de la exitosa serie británica Hollyoaks donde interpretó a Justin Burton, hasta el 3 de junio de 2009, después de que su personaje decidiera irse con Russ Owen y Max McQueen después de haber sido acusado erróneamente del incendio en IL Gosh.
En febrero del 2006 participó en el programa de cantó Just the Two of Us donde su pareja fue la cantante profesional Jo O'Meara, la pareja quedó en tercer lugar. 
En el 2008 participó en la tercera temporada del concurso de patinaje Dancing on Ice, su pareja fue la patinadora Frankie Poultney y quedaron en segundo lugar. Poco después ese mismo año participó en el spinoff, Dancing on Ice at Christmas de nuevo junto a Frankie, esta vez ganando el primer lugar.
En enero del 2010 apareció en un episodio de la serie Casualty donde interpretó al paciente, Seb. Ese mismo año en marzo interpretó al oficial de policía Paul Tait en la serie Five Days.
El 28 de marzo de 2011 se unió al elenco de la exitosa serie británica Coronation Street donde interpretó a Tommy Duckworth, hasta el 13 de octubre de 2013.  Fountain dejó la serie después de que los productores decidieran sacarlo luego de que Chris hiciera videos ofensivos de rap como The Phantom y los subiera a Internet. Anteriormente Tommy fue interpretado por los actores Joseph Aston en el 2000 y por Darryl Edwards de 1992 hasta 1997.

## Vida privada
En el 2009 salió con la modelo Amy Diamond, sin embargo la relación terminó a principios del 2010. Desde mayo del 2010 Chris sale con la bailarina Jessica Derrick.

## Filmografía

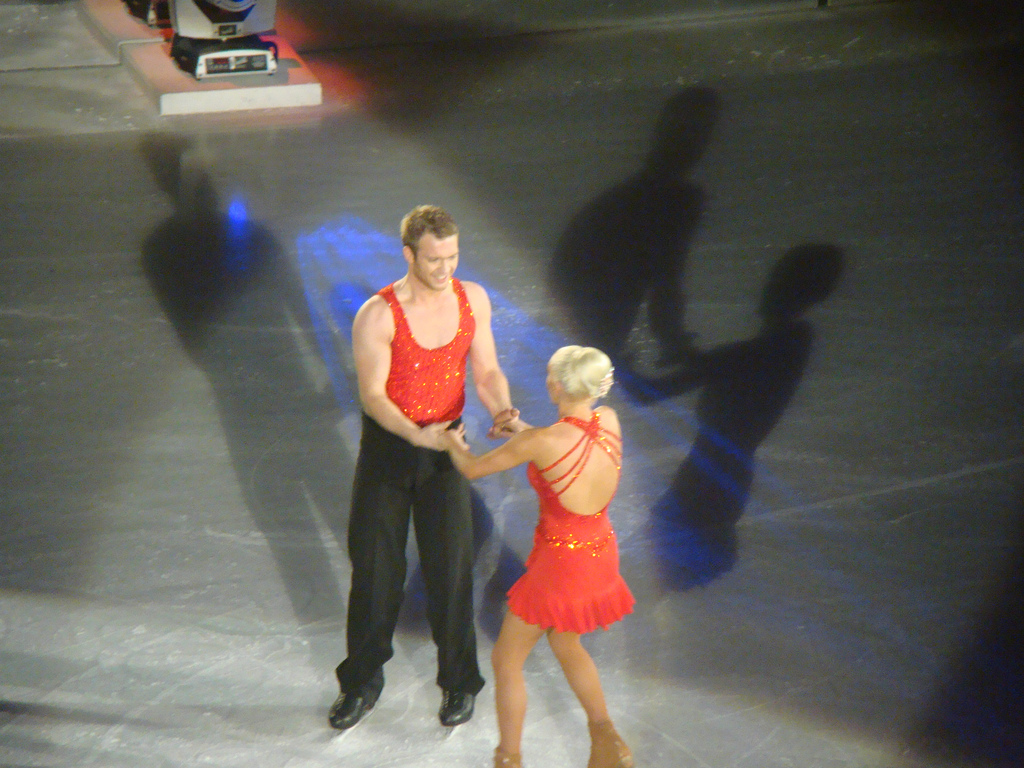
Chris durante una de sus rutinas en Dancing on Ice Tour en el 2010.

### Series de televisión
| Año         | Título             | Personaje         | Notas                           |
| ----------- | ------------------ | ----------------- | ------------------------------- |
| 2011 - 2013 | Coronation Street  | Tommy Duckworth   | 303 episodios                   |
| 2010        | Five Days          | Oficial Paul Tait | 3 episodios                     |
| 2010        | Casualty           | Seb               | episodio "The Cradle Will Fall" |
| 2003 - 2009 | Hollyoaks          | Justin Burton     | 149 episodios                   |
| 2008        | Hollyoaks Later    | Justin Burton     | 2 episodios                     |
| 2003        | The Royal          | Simon Waite       | episodio "Kiss and Tell"        |
| 2003        | Burn It            | Carl              | episodio # 1.1                  |
| 2002        | Where the Heart Is | Marty Sargent Jr. | episodio "Extra Time"           |
| 2001        | Bob & Rose         | Dean Gadds        | -                               |

### Películas
| Año  | Título         | Personaje | Notas                              |
| ---- | -------------- | --------- | ---------------------------------- |
| 2015 | Late           | Tom       | corto - junto a Charlotte Gascoyne |
| 2002 | Blod Strangers | Warren    | junto a Ray Panthaki               |

### Apariciones
| Año  | Título                      | Notas       |
| ---- | --------------------------- | ----------- |
| 2008 | Dancing on Ice at Christmas | concursante |
| 2008 | Dancing on Ice              | concursante |
| 2008 | Just the Two of Us          | concursante |

### Teatro
| Año         | Obra                | Personaje | Teatro                      |
| ----------- | ------------------- | --------- | --------------------------- |
| 2009 - 2010 | Aladdin (pantomima) | Aladdin   | Open House & Palace Theatre |
| -           | Departure Lounge    | -         | Waterloo East Theatre       |
| -           | Own Goals           | -         | -                           |

## Premios y nominaciones
| Año  | Categoría                                                                 | Premio                            | Serie             | Resultado |
| ---- | ------------------------------------------------------------------------- | --------------------------------- | ----------------- | --------- |
| 2013 | Sexiest Male                                                              | British Soap Award                | Coronation Street | Nominado  |
| 2012 | Sexiest Male                                                              | Inside Soap Award                 | Coronation Street | Nominado  |
| 2012 | Best Soap Actor                                                           | TV Choice Award                   | Coronation Street | Nominado  |
| 2012 | Sexiest Male                                                              | British Soap Award                | Coronation Street | Nominado  |
| 2012 | Best Newcomer                                                             | National Television Award         | Coronation Street | Nominado  |
| 2011 | Sexiest Male                                                              | British Soap Award                | Coronation Street | Nominado  |
| 2009 | Sexiest Male                                                              | British Soap Award                | Hollyoaks         | Nominado  |
| 2008 | Most Spectacular Scene Of The Year (junto a Hannah Tointon)               | British Soap Award                | Hollyoaks         | Nominados |
| 2008 | Most Spectacular Scene Of The Year (junto a Hannah Tointon & Jamie Lomas) | British Soap Award                | Hollyoaks         | Ganadores |
| 2008 | Best Actor                                                                | British Soap Award                | Hollyoaks         | Ganador   |
| 2007 | Sexiest Actor                                                             | British Soap Award                | Hollyoaks         | Nominado  |
| 2007 | Best Actor                                                                | British Soap Award                | Hollyoaks         | Nominado  |
| 2006 | Most Popular Actor                                                        | National Television Award         | Hollyoaks         | Nominado  |
| 2006 | Sexiest Male                                                              | British Soap Award                | Hollyoaks         | Nominado  |
| 2006 | Artistic Archievement of the Year                                         | West Yorkshire Local Heroes Award | -                 | Ganador   |
| 2006 | Best Storyline (junto a Ali Bastian)                                      | British Soap Award                | Hollyoaks         | Ganador   |
| 2005 | Best Dramatic Performance from a Young Actor or Actress                   | British Soap Award                | Hollyoaks         | Nominado  |